# Heterospilus floridanus
Heterospilus floridanus är en stekelart som först beskrevs av William Harris Ashmead 1893.  Heterospilus floridanus ingår i släktet Heterospilus och familjen bracksteklar. Inga underarter finns listade i Catalogue of Life.